# 常盤平駅

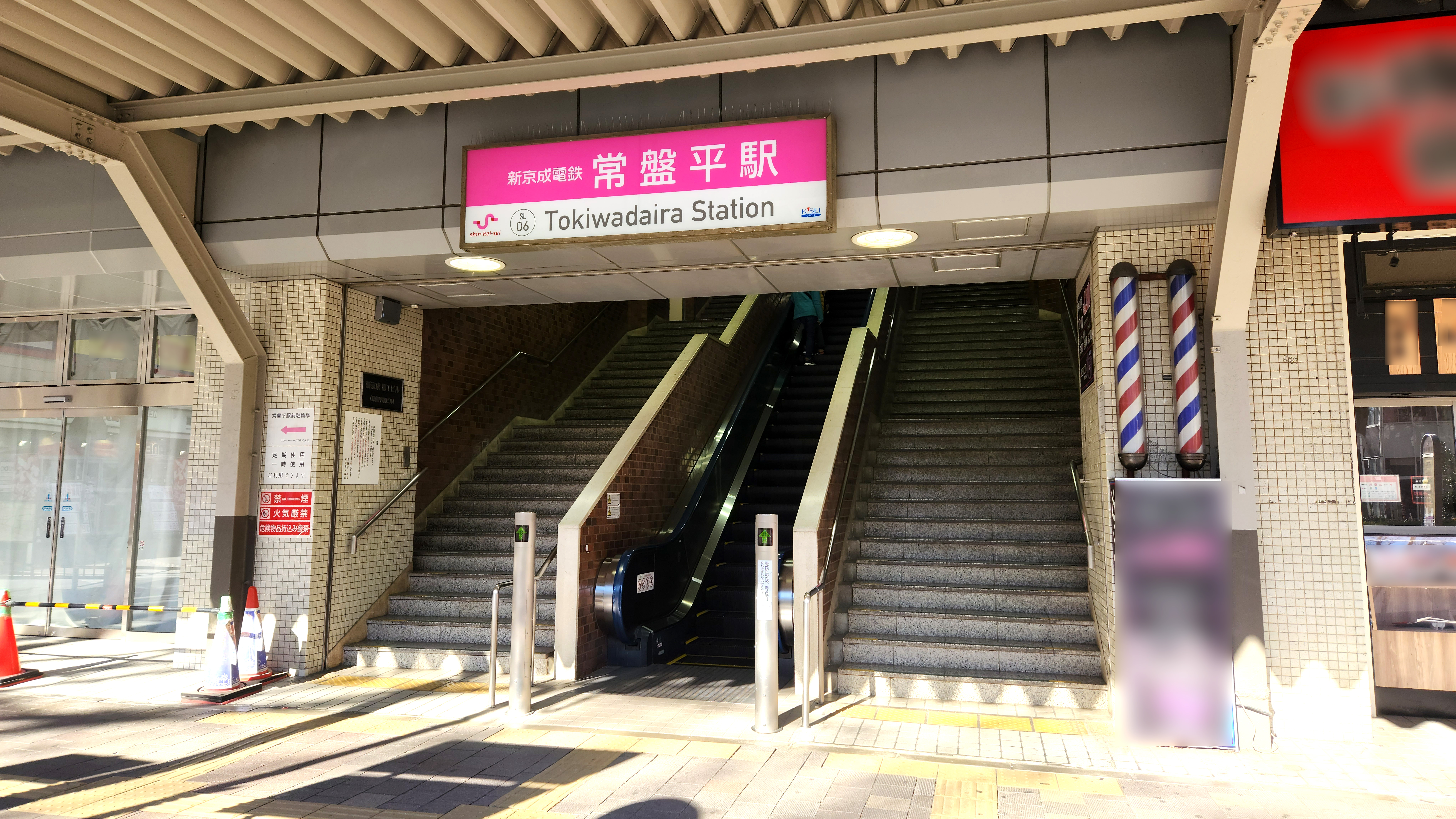
南口近景（2023年1月）

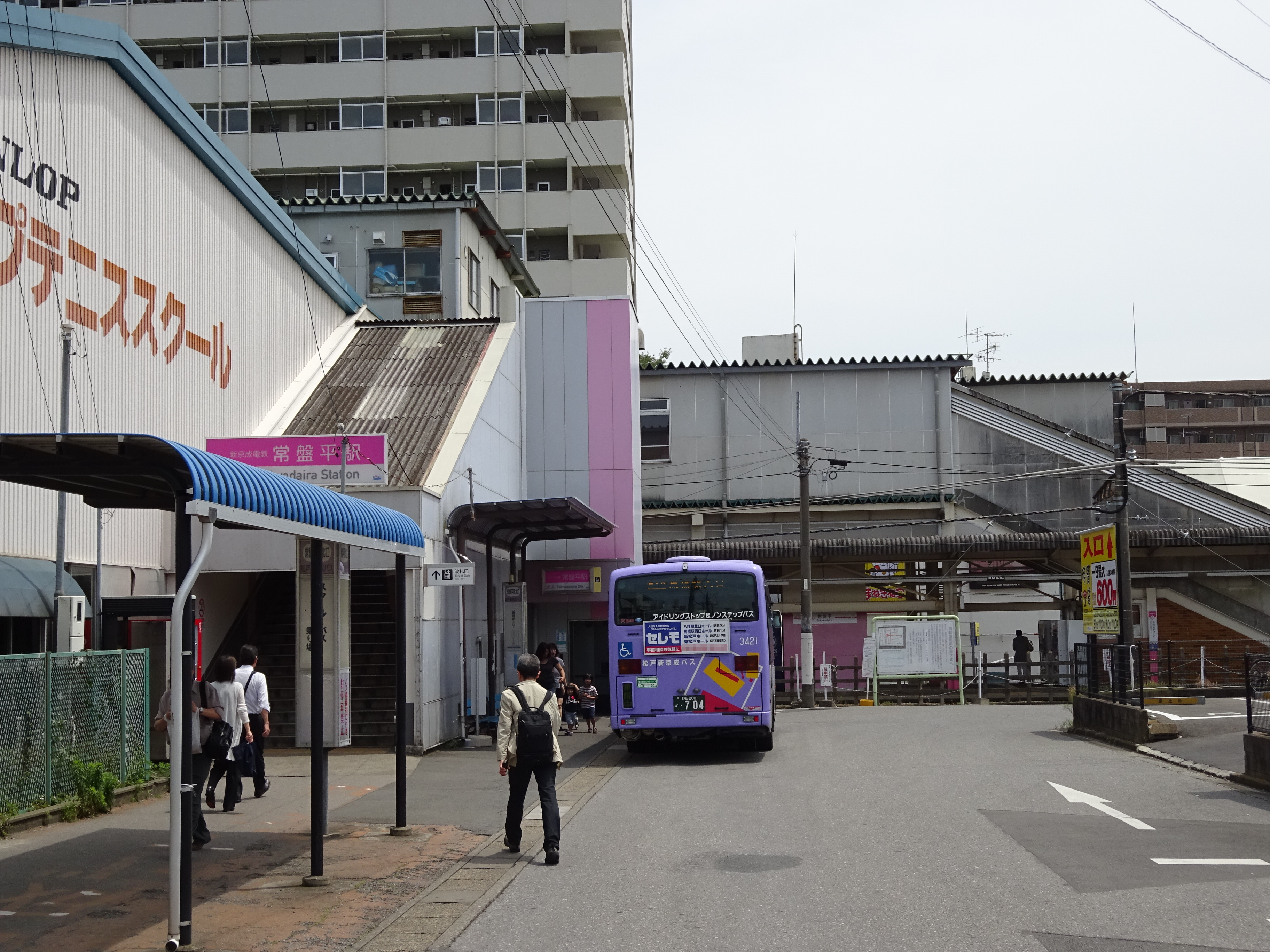
北口（2016年6月）

常盤平駅（ときわだいらえき）は、千葉県松戸市常盤平にある、京成電鉄松戸線の駅である。駅番号はKS83。

## 歴史
駅名は常盤平駅であるが、常磐平駅と誤記されることも多い。
- 1955年（昭和30年）4月21日[1]：新京成電鉄新京成線の金ヶ作駅として開業。
- 1960年（昭和35年）2月1日：常盤平駅に改称。
- 2025年（令和7年）4月1日：新京成電鉄の吸収合併に伴い、京成電鉄松戸線の駅となる。同時に駅番号を「KS83」に変更[2]。

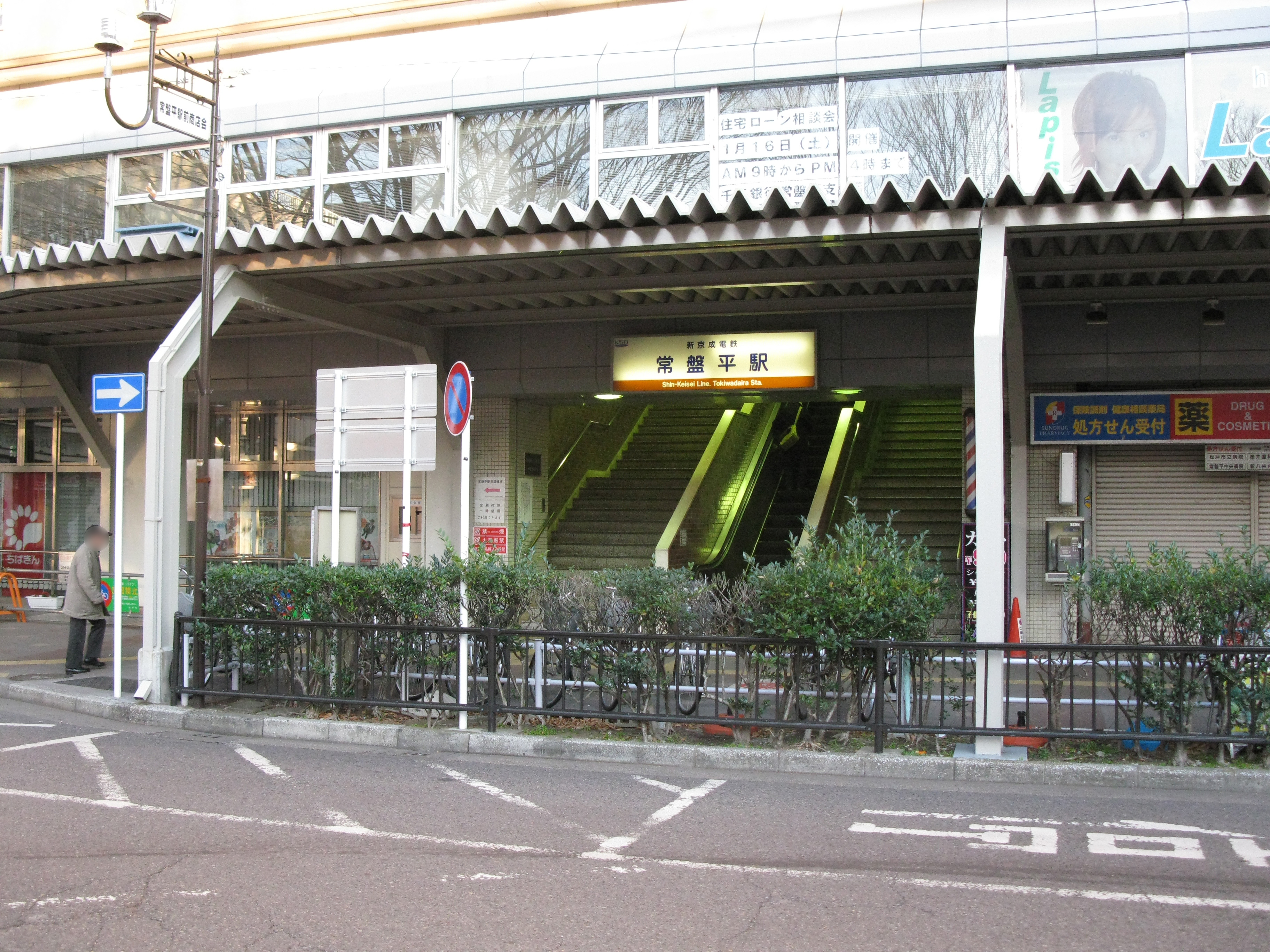
駅名看板更新前の南口（2010年1月）
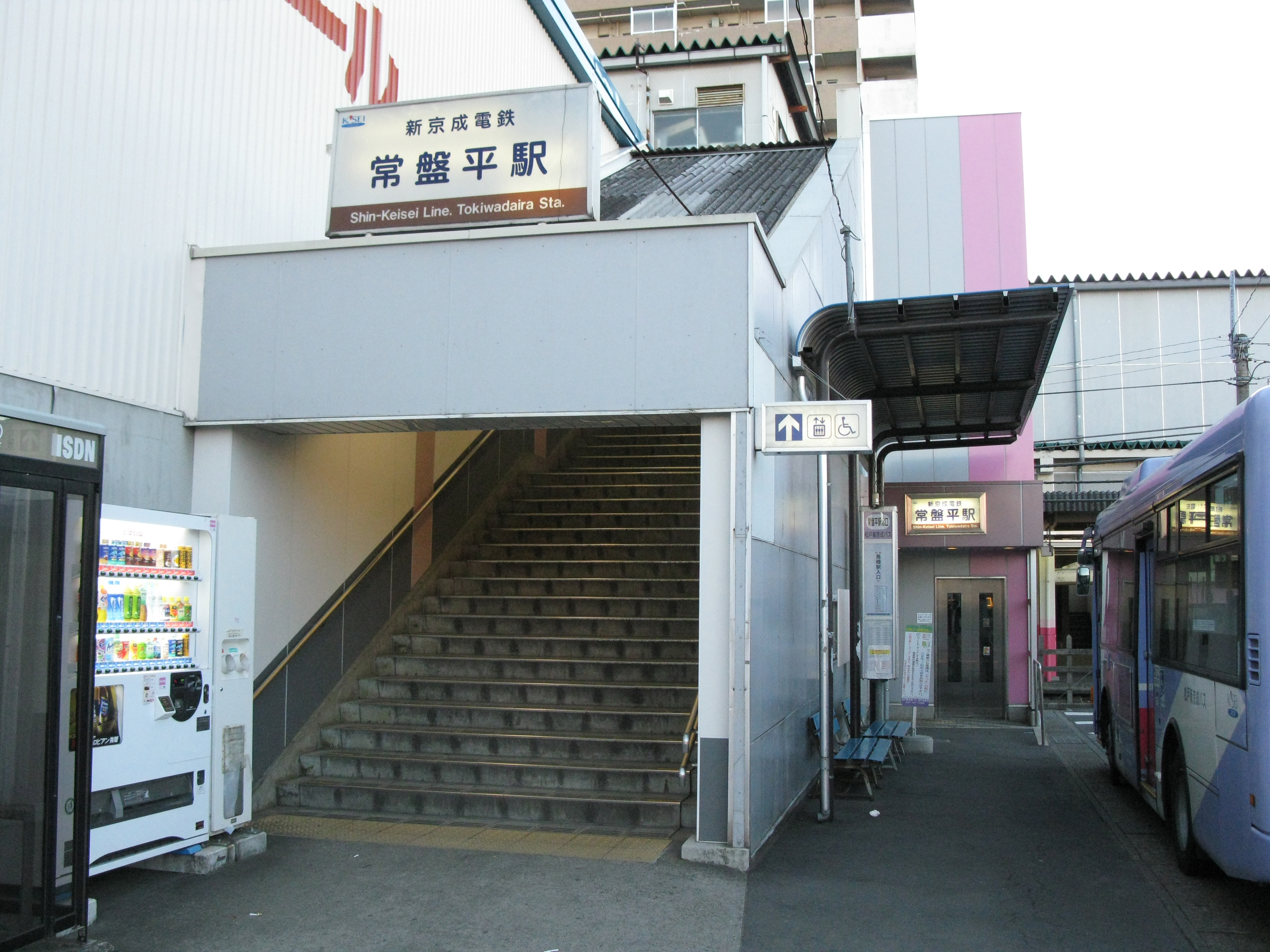
駅名看板更新前の北口（2010年1月）

## 駅構造
島式ホーム1面2線の地上駅で、橋上駅舎をもつ。

### のりば
| 番線 | 路線   | 方向 | 行先                                               |
| ---- | ------ | ---- | -------------------------------------------------- |
| 1    | 松戸線 | 下り | 新鎌ヶ谷・北習志野・新津田沼・京成津田沼・千葉方面 |
| 2    | 松戸線 | 上り | 八柱・松戸方面                                     |

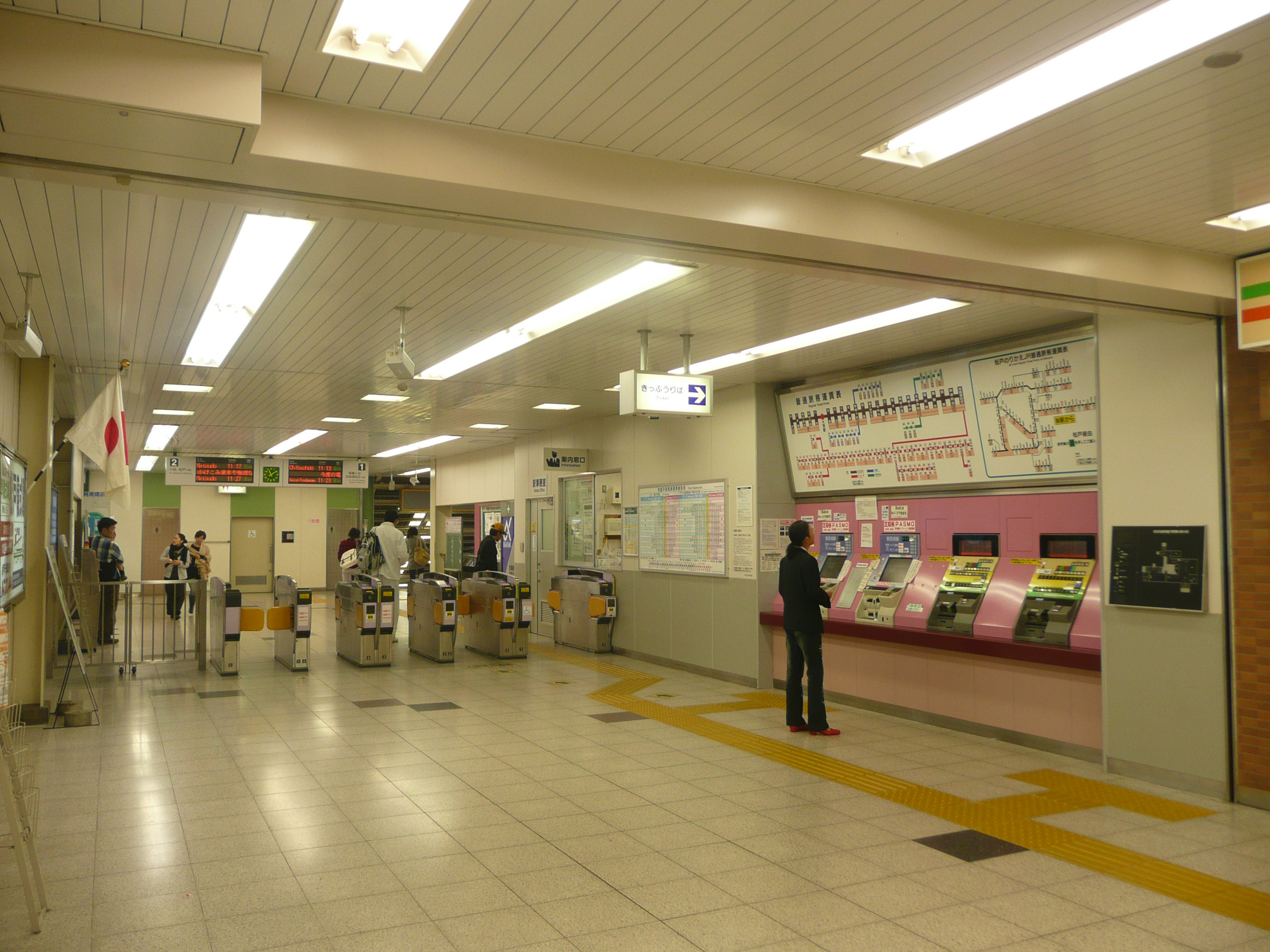
改札口（2008年11月）
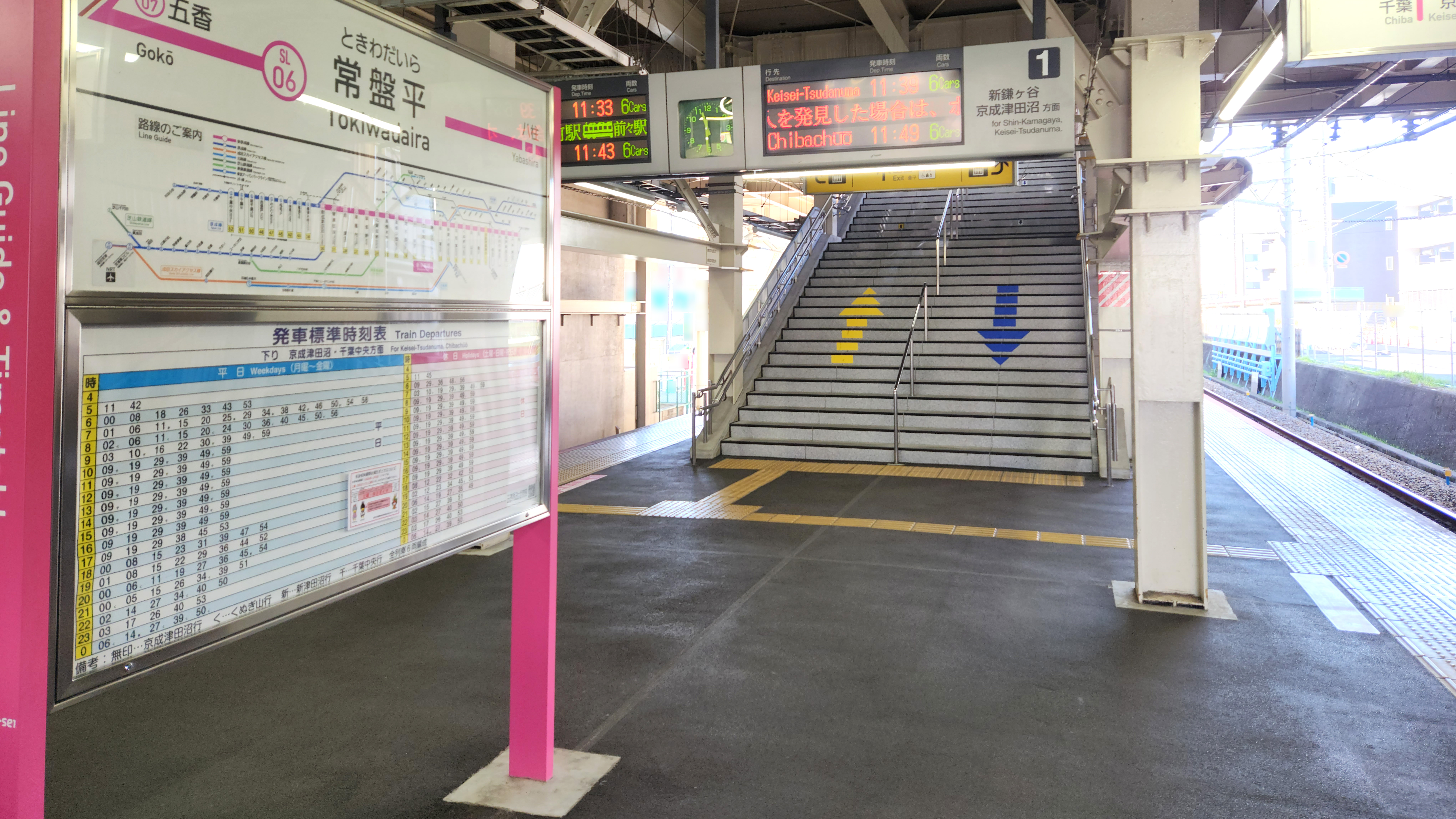
駅ホーム（2023年1月）

## 利用状況
2024年度の一日平均乗降人員は18,549人である。近年の推移は下表の通り。
| 年度               | 乗車人員 | 一日平均 乗車人員 |
| ------------------ | -------- | ----------------- |
| 2007年（平成19年） |          | 8,917             |
| 2008年（平成20年） |          | 9,078             |
| 2009年（平成21年） |          | 8,986             |
| 2010年（平成22年） |          | 8,978             |
| 2011年（平成23年） |          | 8,878             |
| 2012年（平成24年） |          | 9,304             |
| 2013年（平成25年） |          | 9,305             |
| 2014年（平成26年） |          | 9,333             |
| 2015年（平成27年） |          | 9,425             |
| 2016年（平成28年） |          | 9,475             |
| 2017年（平成29年） |          | 9,490             |
| 2018年（平成30年） |          | 9,457             |
| 2019年（令和元年） | 18,988   | 9,514             |
| 2020年（令和02年） | 14,622   |                   |
| 2021年（令和03年） | 15,409   |                   |
| 2022年（令和04年） | 16,787   |                   |
| 2023年（令和05年） | 17,832   |                   |
| 2024年（令和06年） | 18,549   |                   |

## 駅周辺

### 駅ビル
- 常盤平駅北口ビル
- 常盤平駅ビル
  - 都市機構常盤平一丁目市街地住宅 - 駅ビルの3階から14階は都市機構市街地住宅となっている。

### 北口

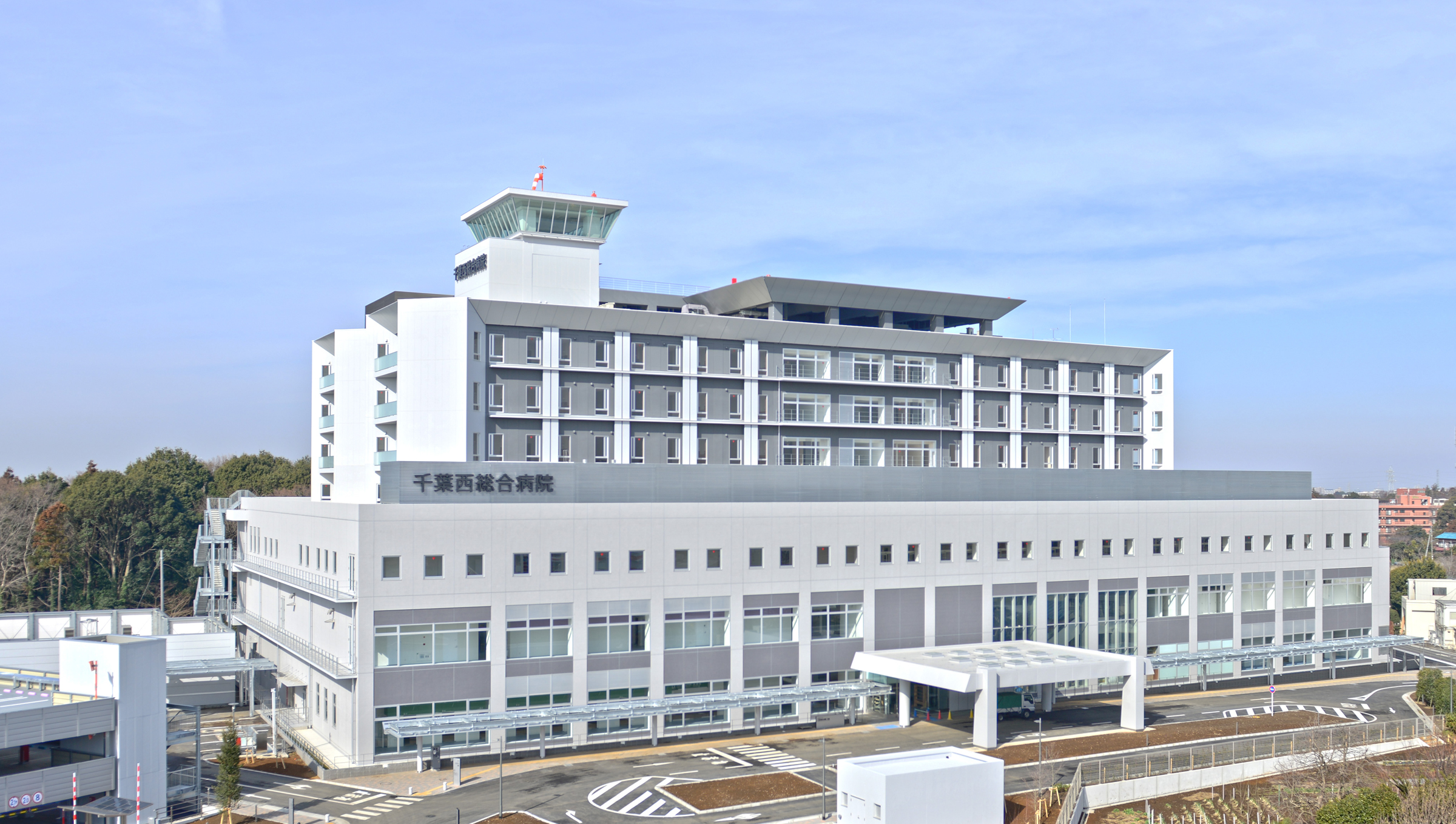
千葉西総合病院

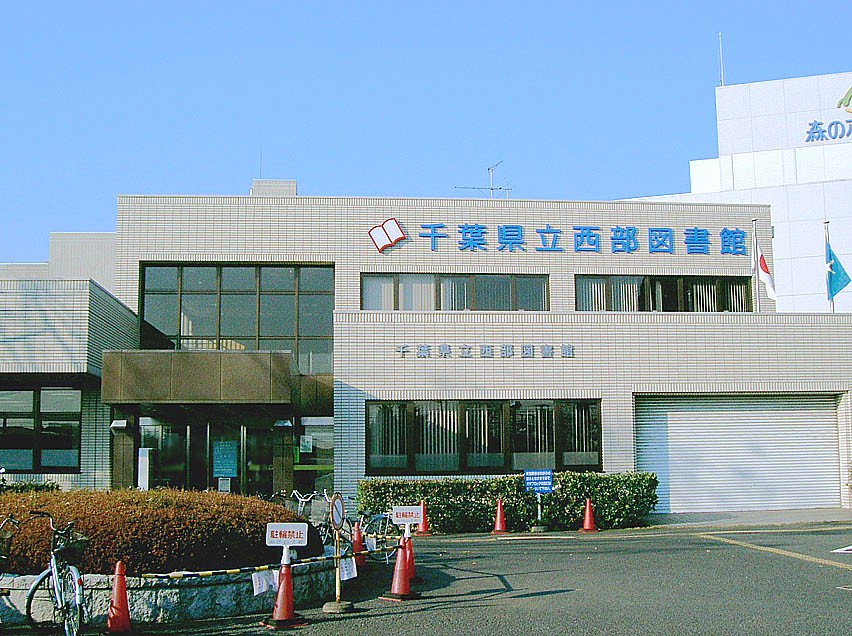
千葉県立西部図書館

北側には千葉県道51号市川柏線・千葉県道57号千葉鎌ケ谷松戸線が走り、北東側に直線距離にて約1キロメートル進むと柏市（南増尾地区）との境界がある。
- 松戸東警察署 - 八原台（はちはらだい）バス停下車
- 千葉県立西部図書館
- 松戸市立博物館
- 千葉西総合病院
- 松戸市立金ケ作中学校
- 松戸市立栗ケ沢中学校
- 柏市立南部中学校
- 松戸市立高木小学校
- 松戸市立金ケ作小学校
- 千葉県立松戸特別支援学校
- 常盤平駅前郵便局
- 21世紀の森と広場
- 森のホール21（松戸市文化会館）
- おっ母さん食品館 松戸常盤平店
- オーケー 松戸常盤平店
- くすりの福太郎 常盤平店
- 西松屋 松戸店
- 祖光院 - 彼岸花の名所
- 熊野神社
- 金ヶ作自然公園
- 観光果樹園 - 梨、葡萄など

### 南口

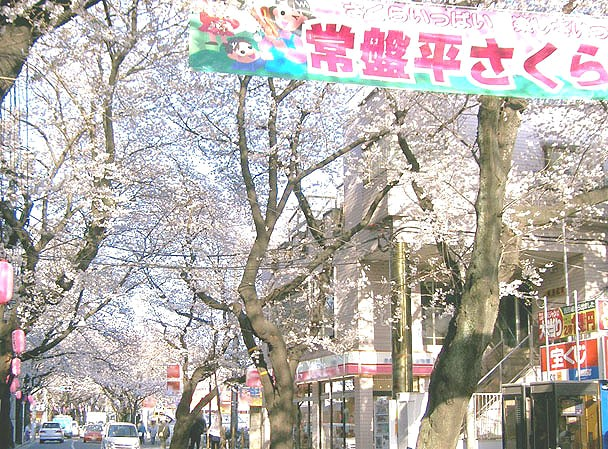
常盤平さくら通り

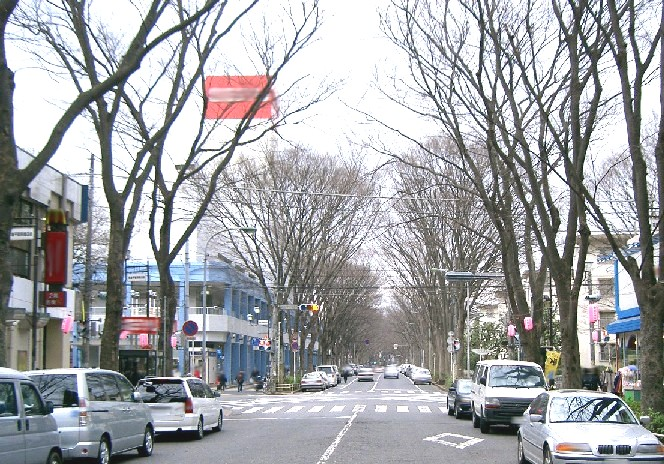
常盤平けやき通り（駅前から南北に団地沿いを貫く）

南側1キロメートル先には千葉県道281号松戸鎌ケ谷線が走る。駅前の京成ビル（つるかめランド、TSUTAYAなどが入居）は建て替えが行われ、2008年（平成20年）3月29日に複合商業施設「セブンタウン常盤平店」としてオープンした。
- 常盤平さくら通り（日本の道100選）
- 常盤平けやき通り（新・日本の街路樹100景）
- 松戸市役所 常盤平支所
  - 松戸市常盤平市民センター
  - 松戸市立図書館 常盤平分館
- 松戸市立常盤平中学校
- 松戸市立常盤平第一小学校
- 松戸市立常盤平第二小学校
- 松戸市立常盤平第三小学校
- 松戸市立牧野原小学校
- 常盤平郵便局
- UR賃貸住宅 常盤平団地
- UR賃貸住宅 牧の原団地 - バス利用。
- JAとうかつ中央 常盤平支店（旧JAまつど）
- 東京東信用金庫 ときわ平支店
- セブンタウン常盤平店 - 詳細情報は公式サイト「フロアガイド」を参照
- ビッグ・エー 松戸常盤平店
- アコレ 常盤平2丁目店
- 西友 常盤平店
- トップパルケ 常盤平駅前店
- 業務スーパー 常盤平店
- テスコ 常盤平店
- ウエルシア薬局 常盤平店
- アイリスプラザ本社・ユニディ 松戸ときわ平店
- しょうぶ公園
- 金ヶ作公園
- 子和清水 - 湧水が酒になる伝説がある

## バス路線
北口
- 京成バス千葉ウエスト馬橋線 - 馬橋駅入口 [馬12]

南口
- 京成バス千葉ウエスト牧の原線 - 牧の原団地 [常2]
- 京成バス千葉イースト - 深夜急行バス 京成成田駅経由成田空港行[4] ※2020年以降運行休止中（当駅から京成成田駅または成田空港まで乗車可能）

## 隣の駅
京成電鉄
 松戸線
八柱駅 (KS84) - 常盤平駅 (KS83) - 五香駅 (KS82)